# 鱷魚恤
鱷魚恤有限公司（英語：Crocodile Garments Limited，港交所：0122），創立於1952年，於1971年在香港證券交易所上市。鱷魚恤擁有多個時裝品牌，包括「Crocodile」男裝、「Crocoladies」女裝、「Crocokids」 童裝及「Crocosport」運動服，在香港、澳門及中國大陸從事製造及出口成衣、時裝零售及批發業務，以及物業投資。

## 歷史
1987年，商人林百欣持有的麗新製衣（現稱麗新發展）以7.9億港元收購鱷魚恤的60%股權。
2005年，鱷魚恤的純利為145,980,000港元。
2009年2月，鱷魚恤提出私有化，每股作價0.4元，其後於同年4月1日將私有化作價提高至每股作價0.42元，惟最終私有化計劃仍然以失敗告終。鱷魚恤指出今次私有化失敗，於2018年前都不會重提私有化。

## 商標糾紛
雖然鱷魚恤與法國Lacoste有商標糾紛，但1980年至2022年鱷魚恤曾經取得Lacoste香港的獨家代理權。其後雙方達成和解協議，鱷魚恤更換新商標，改成一條咀巴向左的金色鱷魚，以別拉科斯特咀巴向右的綠色鱷魚商標。

## 榮譽
- 「鱷魚恤」門市獲得「優質旅遊服務計劃」認可，並參加「正版正貨」計劃。
- 2000年獲香港中華廠商聯合會選為「香港名牌」及於2006年獲「卓越名牌」。
- 2003年於「香港工展會．上海」中，被上海市民投票選為「最喜愛的香港十大品牌」之一 。
- 2004年獲選為「北京市民最喜愛的品牌」。
- 2004-2009年獲選為「廣州日報」服裝及皮鞋業 - 我至喜愛港澳十大品牌
- 2006年獲選為「全國名牌聯創組委會」中國T恤市場佔有率調查之前十名品牌 及 「香港東周刊」殿堂級品牌。
- 2006-2007年度獲「香港品牌發展局」及「香港中華廠商聯合會」頒發「香港卓越品牌」。
- 2007年獲選為「中華(海外)企業信譽協會」2007年全國消費者最喜愛品牌。
- 2008年獲選為「香港資本企業家」2008年香港十大名牌 及 「廣州日報」2008年連續五年香港區得奬商號
- 2009年獲得「上海國際服裝文化節」最具國際時尚服飾品牌 及 獲「香港品牌發展局」及「香港中華廠商聯合會」頒發「香港名牌十年成就奬」。
- 2013年獲選為「香港東周刊」香港經典品牌
- 2019年獲選為「香港旅遊發展局」傑出優質商戶獎
- 2022年獲選為「香港旅遊發展局」傑出優質商戶獎銀獎

## 以其命名的物業
- 鱷魚恤中心：位於觀塘開源道79號
- 鱷魚恤大廈：位於中環干諾道中50-55號，已拆卸重建為中國農業銀行大廈

## 外部連結
- 鱷魚恤有限公司官方網址 （页面存档备份，存于）